# 安德烈亚·切萨尔皮诺
 安德烈亚·切萨尔皮诺（英語：Andrea Cesalpino，1519年—1603年），文艺复兴时期第一位植物分类学家。他是一位意大利的植物学家，做过植物园的负责人，后来成为博洛尼亚植物学和药学教授。1592年前往罗马成为教皇克莱蒙八世的私人医生。1563年他整理了一部包含768种植物的样本集。这些样本至今仍保存在佛罗伦萨的自然历史博物馆内。他的16卷著作De Plantis libri于1583年出版，描述了1520种植物，并把它们分为草本和木本两大类，还区分了果实和种子的特征。切萨尔皮诺遵循亚里士多德的逻辑，基于推论而不是研究特征。因此他做出有关髓类似动物的脊椎以及叶有保护顶芽的独特作用的结论就不会让人吃惊了。尽管如此，与同时代人不同的是，他强调了生殖特性的重要性。这对后来的分类工作产生了重要的影响。